# Муратович, Самир
Самир Муратович (босн. Samir Muratović; 25 февраля 1976, Зворник, СР Босния и Герцеговина, СФРЮ) — боснийский футболист, полузащитник. Выступал за сборную Боснии и Герцеговины.

## Начало карьеры
Воспитанник футбольного клуба Дрина из города Зворник, в котором начал профессиональную карьеру. Начало карьеры пришлось на послевоенные годы. Вскоре перешёл в другой боснийский клуб «Железничар» из столицы Сараево. Как и многие перспективные футболисты пробовал закрепиться в европейских клубах. В 1998 уехал в Турцию играть за «Коджаэлиспор», представляющий город Измит в Супер Лиге. Первую половину 2001 года провёл за команду «Кемницер» Второй Бундеслиги Германии.

## В «Сатурне»
Летом 2001 года Муратович перешёл в подмосковный «Сатурн». Быстро стал одним из лидеров команды. Играл на позиции атакующего полузащитника.
В 2003 году Муратович отдал 9 голевых передач и стал лучшим легионером из дальнего зарубежья по этому показателю. На январь 2011 года Самир Муратович занимал 7 место среди легионеров из дальнего зарубежья по числу голевых передач в РФПЛ — 22 голевые передачи.
Ещё до истечения срока действующего контракта с «Сатурном» заключил контракт с ФК «ГАК». Подмосковный клуб был заинтересован в продлении контракта, но Муратович отказался. Финансовая сторона вопроса игрока устраивала, но австрийцы подкупили возможностью участия в еврокубках и близостью к дому.

### Статистика выступлений за «Сатурн»
| Сатурн (Премьер-Лига) | Игры | Время (мин) | Голы | Голевые передачи | Жёлтые карточки | Удаления |
| --------------------- | ---- | ----------- | ---- | ---------------- | --------------- | -------- |
| 07.2001 — 10.2003     | 68   | 5384        | 11   | 22               | 7               | 0        |

## В Австрии
В январе 2004 Муратович стал игроком ФК «ГАК» из Граца. Дебют состоялся 21 февраля против Маттерсбурга. В первый же сезон с новой командой Самир Муратович стал победителем чемпионата и обладателем Кубка Австрии.
В 2007 «ГАК» был признан банкротом и лишён профессионального статуса. Муратович перешёл в «Штурм» также из Граца, с которым стал обладателем Кубка Австрии в сезоне 2009/2010 и чемпионом Австрии в сезоне 2010/2011.
В апреле 2008 австрийский спортивный журнал sportnet.at присудил Муратовичу премию «Самый ценный игрок» австрийской Бундеслиги.
1 июля 2012 Муратович перешёл в «Граткорн ФК», где завершил карьеру футболиста летом 2013.

## В сборной
С 1999 года привлекался к играм сборной.
Муратович принимал участие во всех 10 матчах в группе отборочного турнира к ЧМ 2010, который на тот момент являлся лучшим достижением сборной Боснии и Герцеговины. В группе боснийцы заняли второе место после испанцев и вышли в стыковые матчи, где уступили португальцам 0:2 по сумме двух матчей. В первой игре в Лиссабоне Муратович получил жёлтую карточку и в ответной игре участия не принимал, так как, у него уже была одна жёлтая, заработанная в матче против Бельгии.